# Malko Kirilovo, Iambol
Malko Kirilovo (în bulgară Малко Кирилово) este un sat în comuna Elhovo, regiunea Iambol,  Bulgaria. 

## Demografie
Componența etnică a satului Malko Kirilovo
     Bulgari (88,88%)
     Nicio identificare (11,11%)
     Altele (0%)
La recensământul din 2011, populația satului Malko Kirilovo era de 18 locuitori. Din punct de vedere etnic, majoritatea locuitorilor (88,88%) erau bulgari. Pentru 11,11% din locuitori nu este cunoscută apartenența etnică.